# Marie Mariterangi
Marie Mariterangi, Marie Mariteragi, Marie Terangi ou Marie est auteur-compositeur-interprète de variétés polynésiennes, guitariste et joueuse d'ukulélé. Elle est née le 3 mai 1926 à Hikueru en Polynésie française et morte le 27 avril 1971 à Papeete en Polynésie française.

## Biographie
Marie Mariterangi, connue aussi sous les noms de "Marie Mariteragi", "Marie Terangi" ou simplement "Marie", est née le 3 mai 1926 à Hikueru dans l'archipel des Tuamotu d'une famille de musiciens de variétés polynésiennes qui se sont rendus célèbres entre les années 1950 et 1990. Son frère Teaitu (1928-2013), ses sœurs Célia et Mélia, sa demi-sœur Emma (1938-2000), sa mère Hiriata (1896-1986) et son cousin Turuma sont tous musiciens, chanteurs solistes ou choristes dans différents orchestres de l'époque. Emma, la plus jeune de la fratrie et la plus célèbre avec Marie, se fera connaître dans l'industrie de la musique polynésienne sous le nom d'"Emma Terangi".
Marie commence sa carrière professionnelle en 1954 grâce à sa rencontre avec Eddie Lund. Elle participe à l'un des albums d'Eddie Lund, "Rendezvous In Tahiti". Son premier groupe s'appelle Les Troubadours des Îles avec lequel elle sort ses premiers enregistrements. Elle chante au Quinn's, boîte de nuit légendaire de Papeete à la réputation parfois sulfureuse,. À partir de 1955, Marie chante avec les musiciens connus de l'époque, Simon, Matapo ou Alec Salmon, dans les grands hôtels de Tahiti, comme le Royal Tahitien, le Royal Papeete ou encore Les Tropiques, hôtel fameux qui aurait été fréquenté en leur temps par Paul Gauguin et Marlon Brando, où, à partir de 1957, elle est accompagnée par l'orchestre d'Yves Roche. Elle forme ensuite le premier groupe professionnel de danse qui se produit lors des escales des paquebots de croisière.
En août 1959, elle part à Honolulu à Hawaï avec son frère Teaitu où elle monte une troupe de danse ainsi qu'un groupe musical. En 1960, elle rejoint le Bora Bora Bar à San Francisco où elle chante un de ses grands succès, "Bora Bora I Love You". Tandis que Teaitu s'installe définitivement à Hawaï où il deviendra musicien au Polynesian Cultural Center (en), la carrière de Marie l'amène à se partager pendant quelques années entre la Polynésie et ses tournées régulières aux États-Unis. Sa carrière aux États-Unis est portée par l'engouement que suscite la "culture tiki" jusque dans les années 1960. Ses groupes se produisent sous différents noms, comme The Marie Terangi Trio, Marie Terangi et Son Groupe ou encore Mariterangi. Elle acquiert le surnom de reine de la musique "kainga" des Tuamotu,.
Marie meurt le 27 avril 1971 à Papeete d'un cancer. Elle est enterrée au cimetière de l'Uranie à Papeete.
Marie chantait avec une voix de poitrine relativement grave et particulièrement vibrante qui donnait à ses interprétations de la force et des accents de sincérité et de mélancolie, même si elle était aussi appréciée pour la gaieté de ses performances,. Elle a contribué à populariser l'usage de l'ukulélé comme instrument essentiel de la musique polynésienne. En 2001, la poste de Polynésie française émet un timbre commémoratif en hommage à "Marie Mariteragi" et sa sœur "Emma Terangi" dans la série "Célébrités de la chanson polynésienne".

## Influences et collaborations musicales

### Influences
- Musique polynésienne
- Musique hawaïenne

### Collaborations
Marie Mariterangi a écrit et composé quelques chansons mais a surtout interprété des chants traditionnels ou des morceaux écrits et composés par d'autres. Elle a par exemple interprété de nombreuses chansons d'Eddie Lund et d'Yves Roche.

## Discographie
Marie Mariterangi a interprété plus d'une centaine de chansons en solo, en duo ou en groupe et sous différents noms qui ont été essentiellement publiées sur disques en vinyle en 33 tours, super 45 tours et 45 tours et en cassette. En format numérique, ses œuvres sont aujourd'hui uniquement disponibles en compilations. La liste ci-après recense les albums et les compilations comprenant des morceaux interprétés ou co-interprétés par elle.

### Albums originaux

#### 78 tours
- Moemoea – Manina E Ravarava (Tahiti 151) : le morceau "Moemoea" sur la face A est interprété par Marie avec Les Troubadours des Îles et le morceau "Manina E Ravarava" sur la face B est interprété par Les Troubadours des Îles et Hiriata

#### 33 tours
- 1954 : Rendezvous In Tahiti (Decca DL-8189, Festival FL-7134, Tahiti EL-1002) : sur cet album attribué à Eddie Lund and His Tahitians, Marie Terangi participe à l'interprétation des morceaux "Ia Neke", "I Vaho", "Puaatoro Hellaby" et "Merite Maa"
- Call Of The Coral Isles (Tahiti EL-1004) : il existe une version attribuée à Eddie Lund and His Tahitians et une version attribuée à Marie et Teaitu Terangi et à leurs cousins, cousines, neveux et nièces
- 1965 : Aparima et Otea (Tahiti EL-1017) : l'album comprend cinq aparima, interprétés par Hiriata et Son Chœur et Maono et Le Groupe de Patutoa, entrecoupés de quatre otea, interprétés par Salamon et Ses Batteurs
- 1965 : Ua Ruka – Mariterangi (Tahiti EL-1018) : l'album est interprété par le groupe Mariterangi, dont les membres présents sont Marie, Hiriata, Teaitu et Turuma
- 1965 : Paumotu Party au Bel Air (Tahiti EL-1028) : par Mariterangi et Les Bel Air Boys
- Vahine Ravarava (Tahiti EL-1030) : par Marie Terangi et Les Bel Air Boys et Salomon et L'Otea Tiare Tahiti
- Tahiti – Mariterangi – Tiare Koe Kahaia – Ute Purutia – Honeymoon Aue – Ruau Ma (Tahiti) : l'album est interprété par le groupe Mariterangi Orchestra and Entertainers, dont les membres présents sont Marie, Hiriata, Teaitu et Turuma

### Compilations anciennes
- 1957 : Your Musical Holiday In The South Seas (Decca DL-8608, Brunswick LAT-8233)[10] : c'est une des compilations d'une série "Your Musical Holiday In…" produite par Decca et dont les morceaux sont interprétés par Eddie Lund and His Tahitians avec la participation de Teaitu sur "Haka Moko", "Vahine Paumotu Taku" et "Tangata Huruhuru", Teiatu and Marie Terangi sur "Aue Ra Tou Here", Hiriata and Toti sur "Upupa Ume", Marie Terangi with Hiriata sur "I Roto Cent Vingt Six" et Marie Terangi sur "Toetoe", "Tupu Te Ruki" et "Maunga Pu"
- 1959 : Tahiti! (Viking V126-25) : le disque de quatre morceaux comprend "Bad Man – Tangata Kino Koe" interprété par Marie Terangi with The Coral Islanders
- 1959 : Tahiti Dances (Viking V126-26) : le disque de quatre morceaux comprend "Papio – Carousel" interprété par Turuma with The Coral Islanders et "Bully Beef – Puaatoro Hellaby" interprété par Marie Terangi with The Coral Islanders
- 1959 : James Michener's Favorite Music Of Hawaii (RCA Victor LSP-2150) : la compilation comprend trois morceaux, "Te Manu Pukarua (The Birds Of Pukarua)", "Vahine Paumotu (Girl Of The Paumotus)" et "Mauruuru A Vau", interprétés par The Marie Terangi Trio et un morceau, "Hawaiian War Chant (Ta-Hu-Wa-Hu-Wai)", interprété The Marie Terangi Trio and Orchestra and Chorus
- 1961 : Hawaii Calling (Crown CLP 5206, Crown CST 203) : l'album de dix morceaux comprend deux chansons interprétées par Marie Terangi, en face A, "Tanga Ta Hura Hura", et, en face B, "Tahiti Nui"
- 1962 : Hotel Bora-Bora – Native Music From The Hotel Bora-Bora With The Pagan Drums Of Tamatoa (Tahiti EP-110) : le disque comprend deux morceaux en face B, "Mon Vieux" et "Oriorio E", interprétés par Marie and François with The Bora Bora Singers
- 1965 : James Michener's Favorite Music Of The South Sea Islands (RCA Victor LSP-2995, RCA Victor LPM-2995) : la compilation comprend deux morceaux, "Tumu Mikimiki (Ia Neke)" et "Tahiti Nui", interprétés par Marie and Teaitu Mariterangi with Eddie Lund and His Tahitians, un morceau, "Tangata Huruhuru", interprété par Marie Mariterangi et un morceau, "Samoa Silasila", interprété par Celia and Melia Mariterangi with Eddie Lund and His Tahitians
- 1965 : Swim! Surfin'! Twist! Tamoure! (Victor SH5454) : la compilation comprend le morceau "Te Manu Pukarua" interprété par The Marie Terangi Trio
- Ragoût de pommes de terre – Tahiti Nui (Viking V139) : le disque de deux morceaux comprend "Ragoût de pommes de terre" interprété par Teaitu avec L'Orchestre Les Tropiques
- Te Otue Atea E – Toku Tokaringa (Tahiti 154) : "Te Otue Atea E" en face A est interprété par Emma avec L'Orchestre Eddie Lund et "Toku Tokaringa" en face B est interprété par Mariterangi
- Bora Bora – Tahatai Pofa (Tiki 200) : "Tahatai Pofa" en face B est interprété par Marie, Teaitu, Turuma
- Special Tamouré 2 – Faukura – Tuturanui (Manuiti 1711) : par Les Groupes Mariterangi et Fetia

### Compilations modernes
- 1989 : Vahine – Chanteuses de Tahiti (Playa Sound/Manuiti PS 65038) : la compilation comprend le morceau "Rai Tahiti Roa" interprété par Marie
- 1994 : Drums Of Bora Bora And Songs Of Tahiti (GNP Crescendo GNPD 2214) : la compilation comprend le morceau "Noa'tu Ateatea" interprété par Marie Mariterangi
- 1994 : Echo des îles Tuamotu et de Bora Bora – Queen Of The Tuamotu Kainga Music (Manuiti S65817) : la compilation comprend des morceaux interprétés par Marie Mariteragi sur une période courant de 1955 à 1969
- 2002 : Folklore Paumotu – Vol. 1 (TAVT 126) : par Marie Mariterangi
- 2009 : Folklore Paumotu – Vol. 3 (TAVT 008, GB Prod/Passport Songs Music) : par Marie Mariterangi
- 2010 : Folklore Paumotu – Vol. 4 (TAVT 011, GB Prod/Passport Songs Music) : par Marie Mariterangi
- 2010 : Folklore Paumotu – Vol. 5 (TAVT 210, GB Prod/Passport Songs Music) : par Marie Mariterangi
- 2017 : South Sea And Hawaiian Originals (ZYX ELB 20252-2) : l'album contient "Tamure Paumotu (Fun In Paumutu)" interprété par Teaitu Mariterangi et "Noa Tu Ateatea" interprété par Marie Mariterangi et Son Groupe
- Hommage à Eddie Lund – "35 ans de musique polynésienne" – Chants tahitiens par Loma, Gabilou, Léonie Paul, Emma Terangi, Marie Mariterangi, Le Chœur de Tahiti, Coco et Le Groupe Temaeva, Le Groupe Folklorique Fetia (Manuiti 3019)
- Polynesia – From Bora Bora To Tahiti (Playa Sound/Manuiti PS 66527) : la compilation comprend le morceau "Bora Bora I Love You" interprété par Marie et le morceau "Te Matete" co-interprété par Marie, Teaitu, Mila, Loma, Bimbo, Hiriata et Le Bar Lea Band
- Souvenirs de Bora Bora (Manuiti 3053) : la compilation comprend les morceaux "Hotera Bora Bora" et "Bora Bora I Love You" interprétés par Marie Mariteragi
- Tahiti Matamua – Marie Mariteragi – Chants "kainga" îles Tuamotu (Manuiti 65817) : la compilation est une réédition d'"Echo des îles Tuamotu et de Bora Bora" (Manuiti S65817) dans une collection intitulée "Tahiti Matamua"
- Tahiti, Belle Époque (Manuiti 65807) : la compilation comprend les morceaux "Te Manu Pukarua" interprété par Marie et Teaitu, "Te Matete" interprété par Marie et Bimbo et les morceaux "Tangata Huruhuru" et "Pua'a Toro Hellaby" interprétés par Marie